# هنر و مردم
هنر و مردم ماهنامه‌ای هنری، فرهنگی و ادبی به زبان فارسی در زمان دودمان پهلوی در ایران بود. حیات این نشریه شامل سه دوره می‌شود.

## دوره‌ها
- دوره نخست: در این دوره کوتاه، تنها دو شماره در قطع کوچک منتشر شد. نخستین شماره‌های مجله هنر و مردم در فروردین ۱۳۳۶ و دومین شماره آن در اردیبهشت همان سال منتشر و سپس متوقف شد. هادی شفاییه در شماره چهارم دوره سوم نشریه چگونگی انتشار این دو شماره را توضیح داده‌است.
- دوره دوم: دوره دوم انتشار از آبان ۱۳۴۱ به قیمت ۶ ریال آغاز و تا آذر ۱۳۵۷[۱] (۱۳۵۸)[۲] ادامه یافت.

این نشریه ابتدا از سوی اداره روابط بین‌الملل و انتشارات، یکی از ادارات تابعه اداره کل هنرهای زیبای کشور منتشر می‌شد. سپس انتشار آن به عنوان ارگان وزارت فرهنگ و هنر ادامه یافت. در ابتدا مدیر مسئولی آن با ابوالقاسم خدابنده‌لو و سردبیر آن عنایت‌الله خجسته بود. از شمارهٔ ۱۳۳، آبان ماه ۱۳۵۲، بیژن سمندر به عنوان سردبیر نشریه تعیین و از شمارهٔ ۱۶۸، مهر ماه ۱۳۵۵، سردبیر آن هیئت تحریریه گردید. آخرین شمارهٔ این دورهٔ نشریه، شمارهٔ ۱۹۳، مربوط به آبان و آذر سال ۱۳۵۸ است.
- دوره سوم: انتشار سومین دوره مجله هنر و مردم به صورت فصلنامه و با همکاری تعدادی از نویسندگان قدیمی این نشریه به دو زبان فارسی، انگلیسی، از سال ۱۳۸۳ آغاز شده‌است. مدیر مسئول و سردبیر دوره جدید مجله هنر و مردم حمیدرضا نوروزی‌طلب عضو هیئت علمی دانشگاه تهران است و گروهی از پژوهشگران با سابقه با این نشریه همکاری دارند.

## نخستین شماره
شمارهٔ اول این نشریه در ۲۴ صفحه در چاپخانهٔ سازمان سمعی و بصری هنرهای زیبا ی کشور چاپ و نشر گردیده و سر مقالهٔ شمارهٔ اول آن با عنوان «سخنی با شما دربارهٔ مجله‌ای به نام هنر و مردم» بود که با این عبارات آغاز گردیده:
هیئت تحریریه مجله هنر و مردم افتخار دارند که نخستین ثمرهٔ زحمات خود را بدینوسیله تقدیم خوانندگان عزیز می‌نمایند. کمال کوشش ما همواره بر این بوده و خواهد بود که بین شما از یکسو و هنر و هنرمند از سوی دیگر تفاهم بوجود آوریم و …
اولین مقاله از شمارهٔ اول این نشریه با عنوان «غیاث نقش بند: نقاشی توانا، شاعری خوش قریحه و بافنده‌ای چیره‌دست» به قلم یحیی ذکاء به رشتهٔ تحریر درآمده و آخرین مقاله از این نشریه که در شمارهٔ ۱۹۳ به چاپ رسیده‌است، نوشتهٔ مهدی پرتوی آملی و تحت عنوان «در ریشه‌های تاریخی امثال و حکم» می‌باشد.

## انتشار مجدد دوره‌های اول و دوم
امروزه شماره‌های دوره دوم این مچله از سوی مرکز اسناد و مدارک وزارت میراث فرهنگی، صنایع دستی و گردشگری بر روی اینترنت قرار داده شده و در دسترس همگان قرار گرفته‌است.
مرکز اسناد و مدارک میراث فرهنگی، با توجه به بی همتا بودن این مجموعه در میان منابع پژوهشی با موضوع هنر و فرهنگ و کم‌یاب بودن آن، تصمیم به انتشار مجدد این مجموعهٔ با شیوه‌ای مناسب گرفت. از این رو متن کامل ۱۷۰۰ مقاله با استفاده از روش OCR به صورت متن و در قالب یک مجله الکترونیکی بر روی اینترنت آماده و ارائه شده تا با امکانات جستجو و ذخیره به همراه پیوندهای فرا متنی در دسترس همگان قرار گیرد. این مجموعه هم چنین به شکل لوح فشرده منتشر شذه است.